# Crisoidina
Crisoidina se refere a uma série de compostos orgânicos, corantes azocompostos, entre os quais se incluem:
- Crisoidina R, Número CAS 4438-16-8, classificado no Color Index como CI 11320, também chamado Laranja Básico 1, usado para microscopia, quimicamente 5-(fenilazo)tolueno-3,4-diamina monoidrocloreto, ou 3-benzenodiamina,4-metil-6-(fenilazo)-monoidrocloreto, classificado como CBNumber: CB3377907, fórmula molecular C13H15ClN4, massa molecular 262.74, MOL File 4438-16-8.mol.[1]

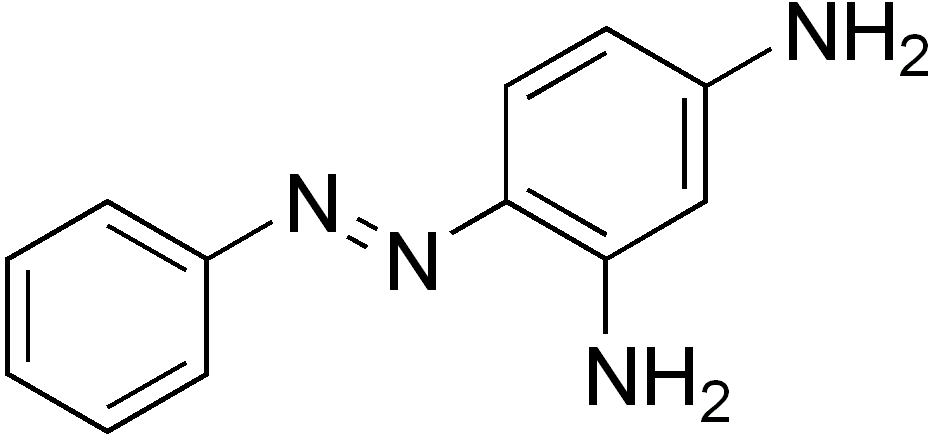
Crisoidina G.

- Crisoidina G ou Y, Número CAS: 532-82-1, classificado no Color Index como CI 11270, também chamado Laranja Básico 2, massa molecular 248,71 , fórmula molecular C12H12N4·HCl, quimicamente 3-amino-4-fenilazoanilina, SMILES C1=CC=C(C=C1)N=NC2=C(C=C(C=C2)N)N.Cl, PucChem: 10771, Número MDL MFCD00012976, número EC 208-545-8. Apresenta-se como um pó cristalino de cor bordô a púrpura profunda. Ponto de fusão 235 °C.[2][3]

Soluções de crisoidina (0,5% em solução aquosa), em processos de coloração simples (durante 5-10 minutos) são seletivas para grânulos de mastócitos. Soluções de hematoxilina com alúmen e crisoidina permitem coloração histológica característica. A coloração por crisoidina é atribuída devido ao forte comportamento basófilo de grânulos de mastócitos. A solução de crisoidina aquosa é preparada pela dissolução de 0,5 gr em 100 mL de água destilada ou deionizada.
Testes de coloração em cistos do nemátodo dourado da beterraba (Heterodera schachtii) mostraram que floxina B é insatisfatória para a determinação da viabilidade, enquanto que a crisoidina é satisfatória.
Sendo ilegal o uso de crisoidina como corante alimentício, são desenvolvidos métodos de sua análise em produtos como os derivados de aquacultura, por métodos como cromatografia gasosa, cromatografia líquida de ultraperformance e espectrometria de massa.
São derivamos do aminoazobenzeno, o corante amarelo de anilina.